# Élise Gérold
Pour les articles homonymes, voir Gérold.
Élise Gérold, née le 23 septembre 1836 à Strasbourg et morte le 9 mai 1912 dans la même ville, est une artiste alsacienne, peintre et aquafortiste.

## Biographie
Née Henriette Élise Bruch, fille de Jean-Frédéric Bruch, doyen de la Faculté de théologie protestante de Strasbourg, elle apprend le dessin et la peinture avec Théophile Schuler, puis se perfectionne dans les techniques de la gravure à Paris avec Alphonse-Charles Masson.
Le 19 septembre 1865 elle épouse le pasteur et théologien Charles Théodore Gérold. Elle fonde une école privée de dessin à Strasbourg et évolue dans les milieux artistiques. Elle se fait connaître par ses estampes où elle reproduit des endroits pittoresques du vieux Strasbourg et illustre également les ouvrages de son mari.

## Œuvre

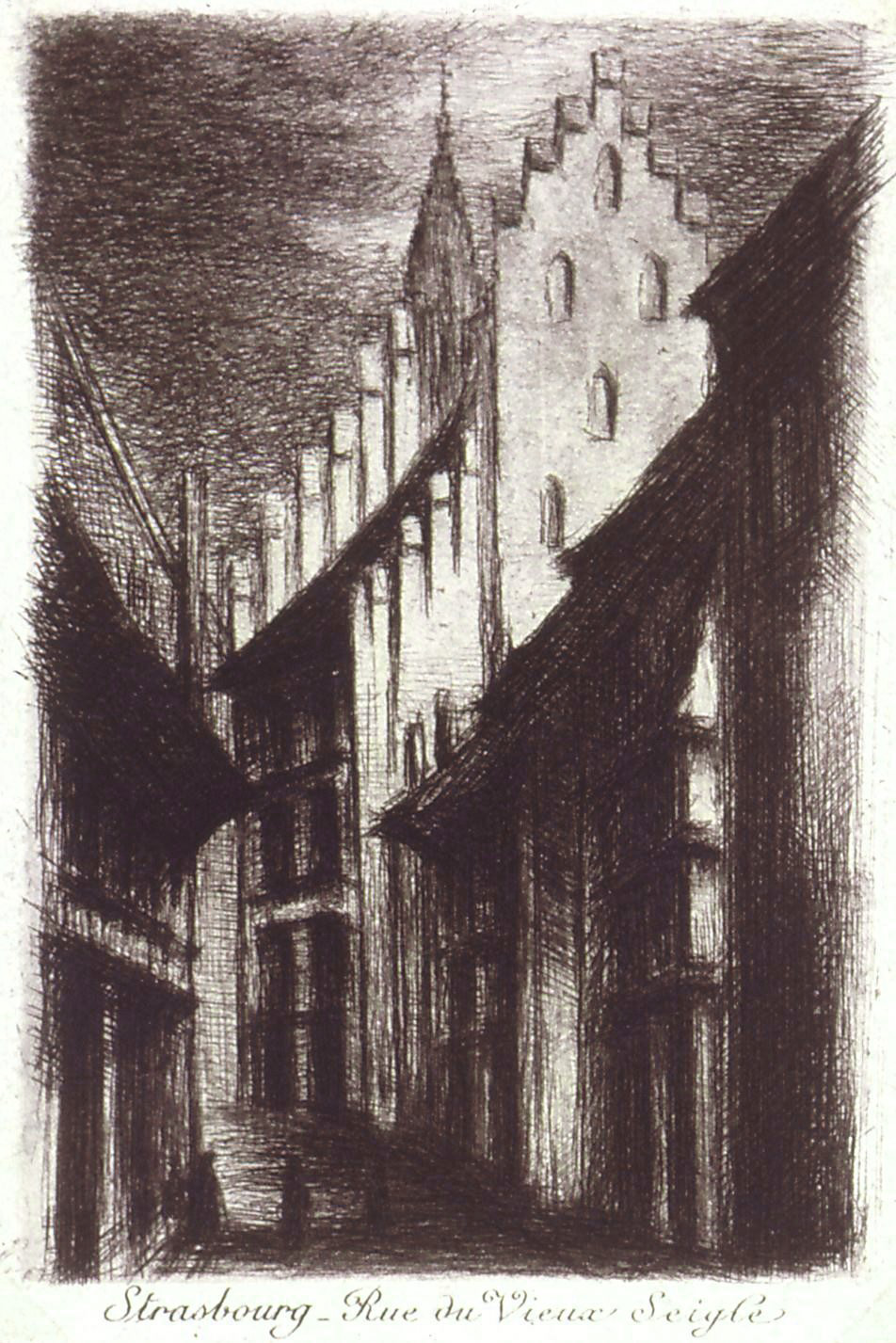
Rue du Vieux-Seigle.
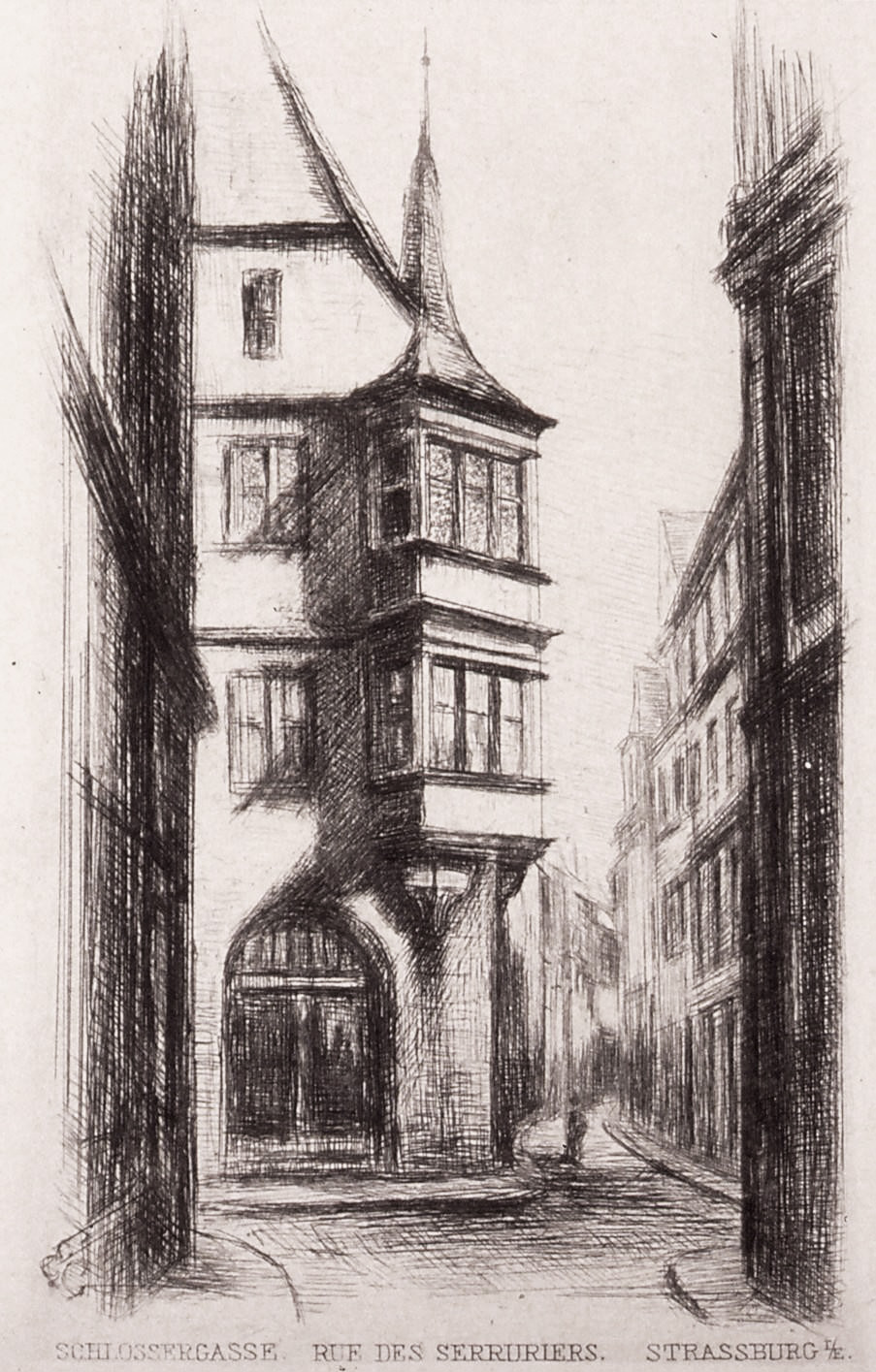
Rue des Serruriers.
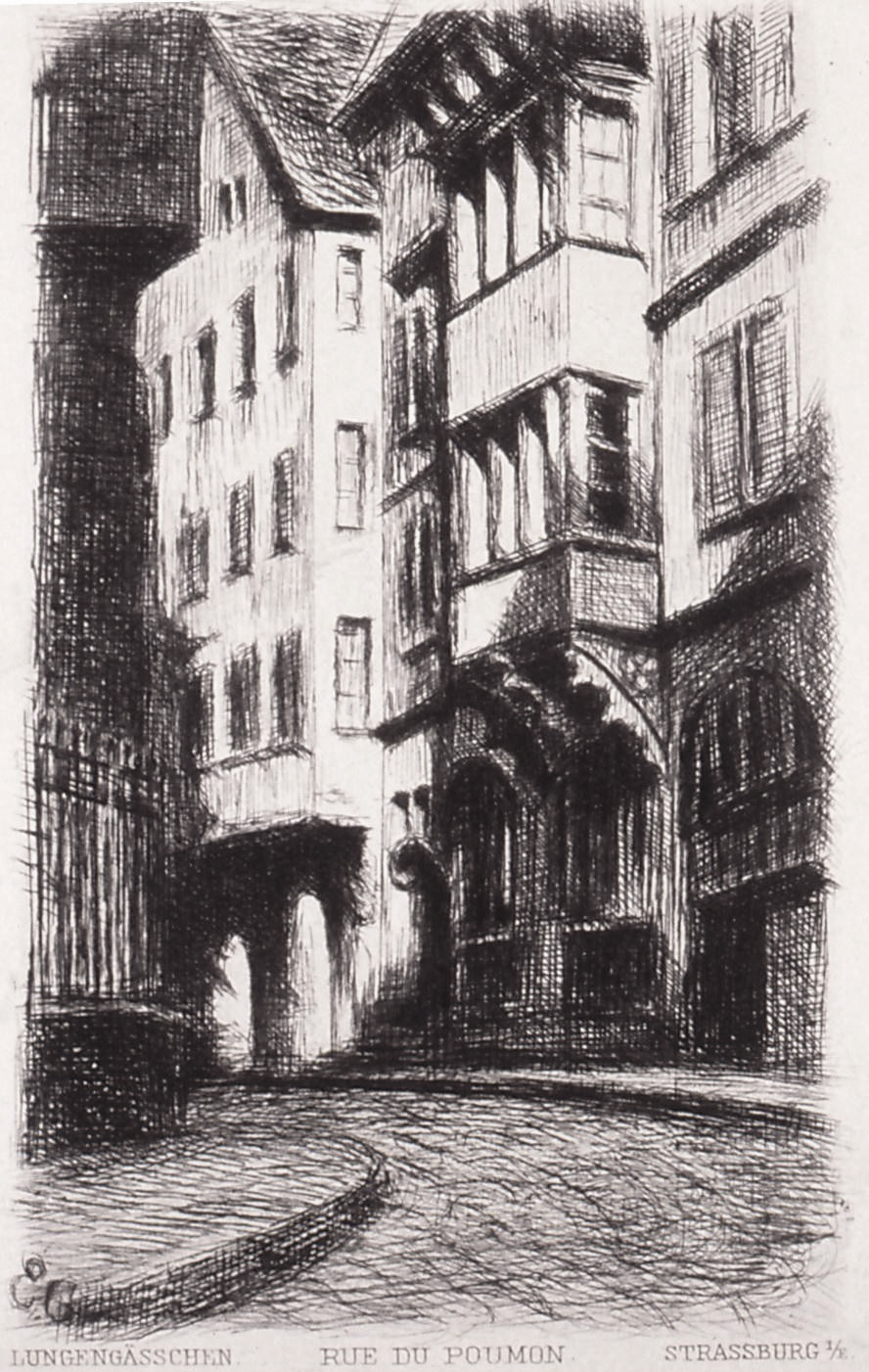
Rue du Poumon.
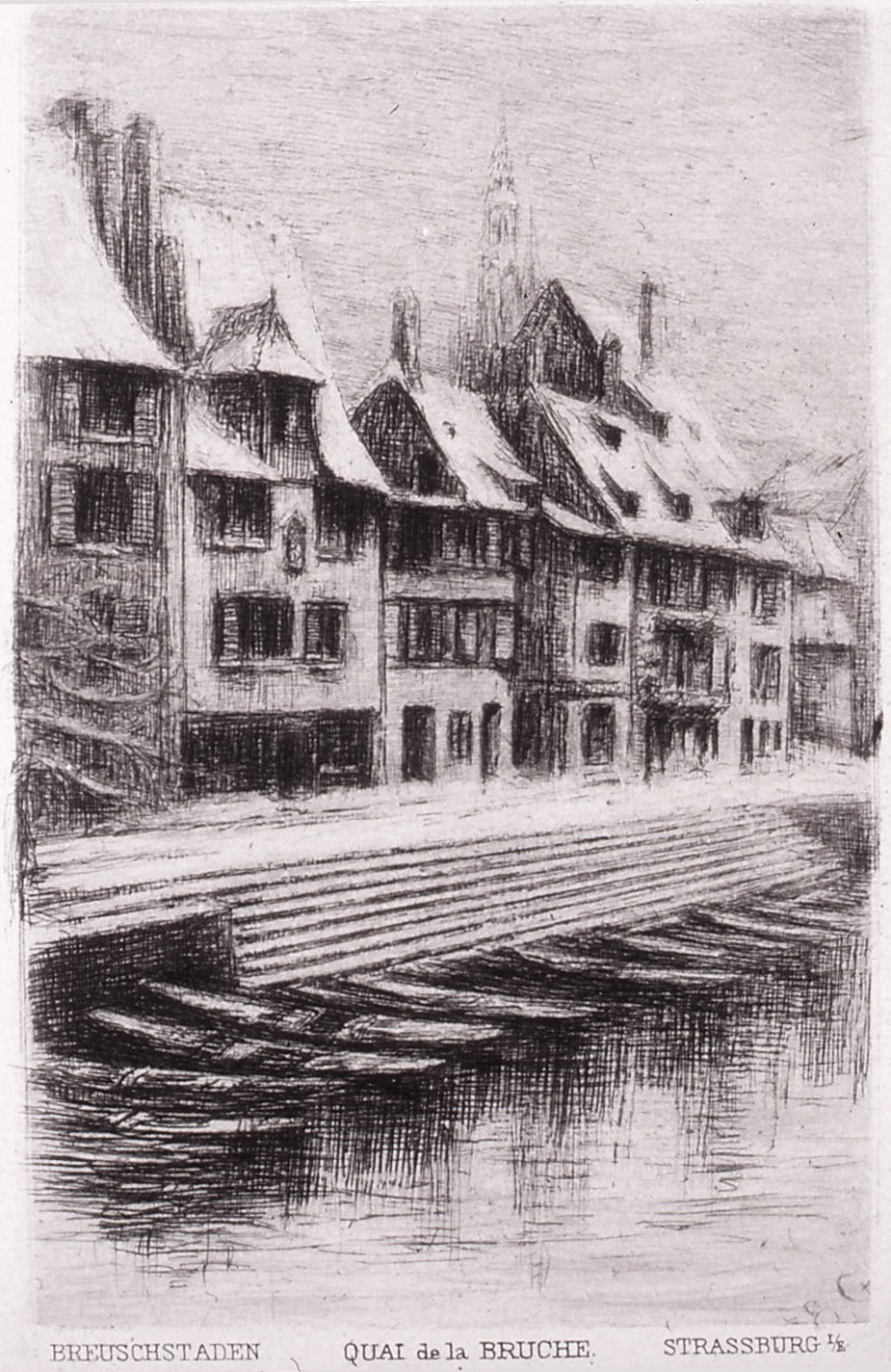
Quai de la Bruche.
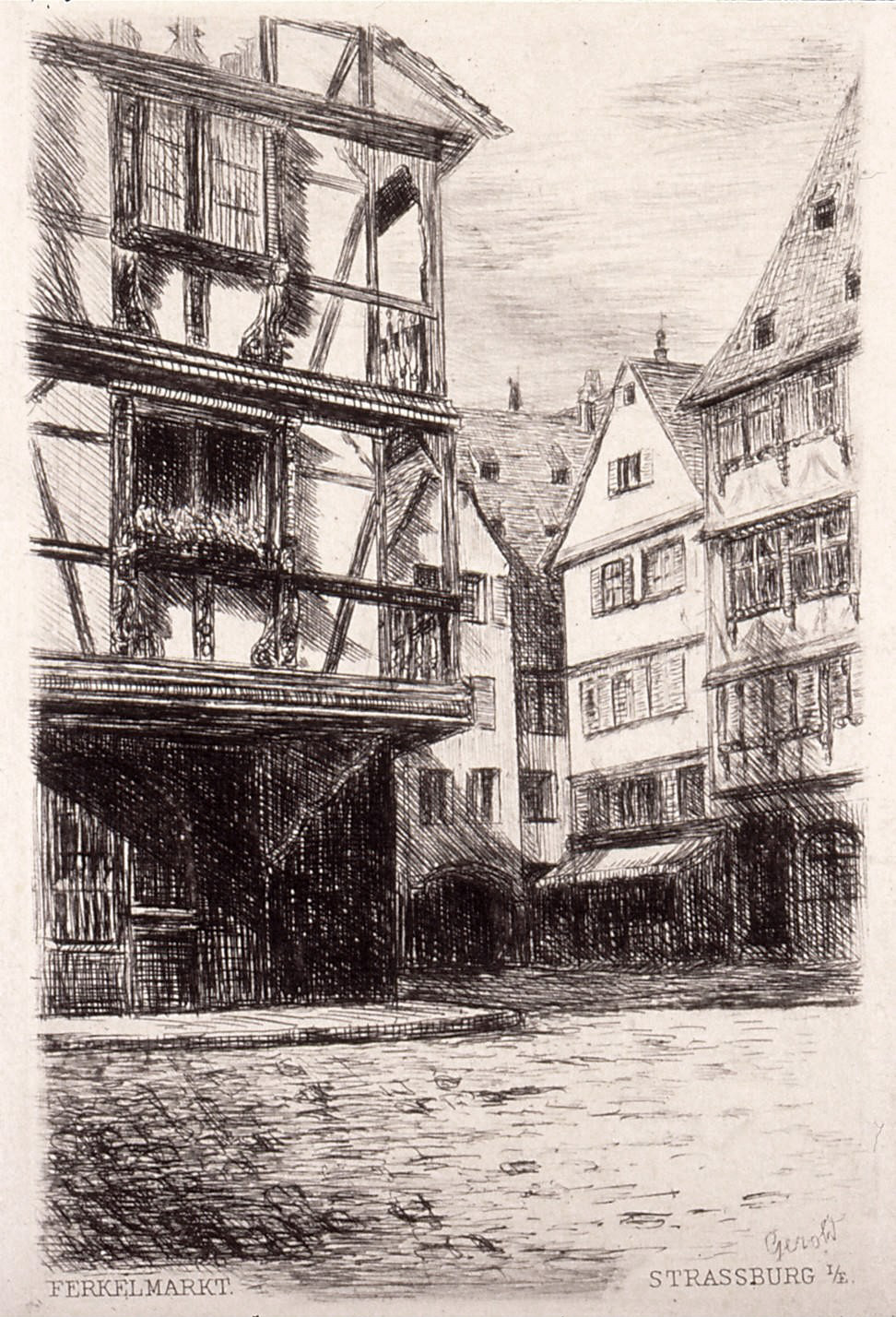
Place du Marché-aux-Cochons-de-Lait.
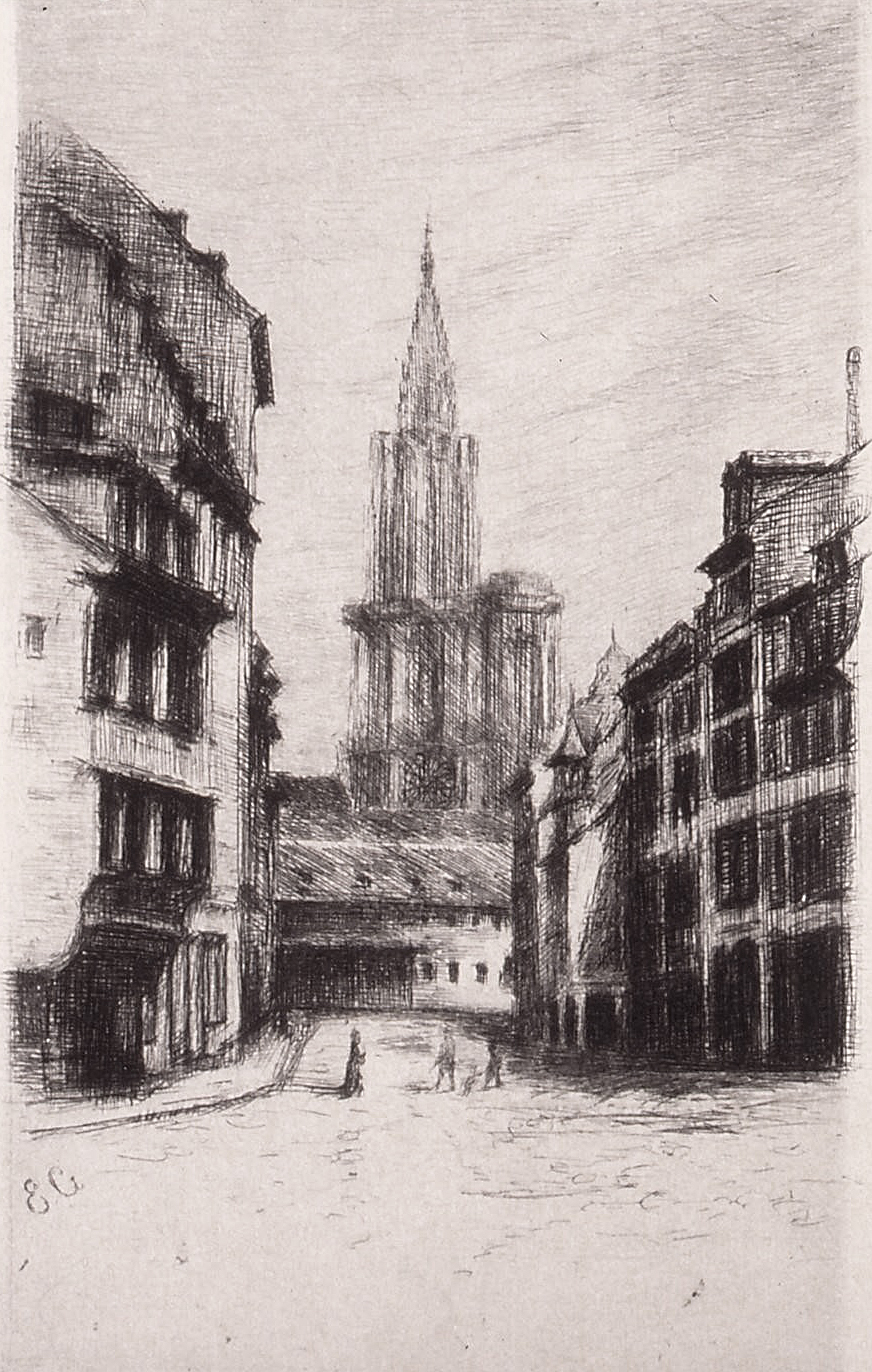
Rue d'Or.
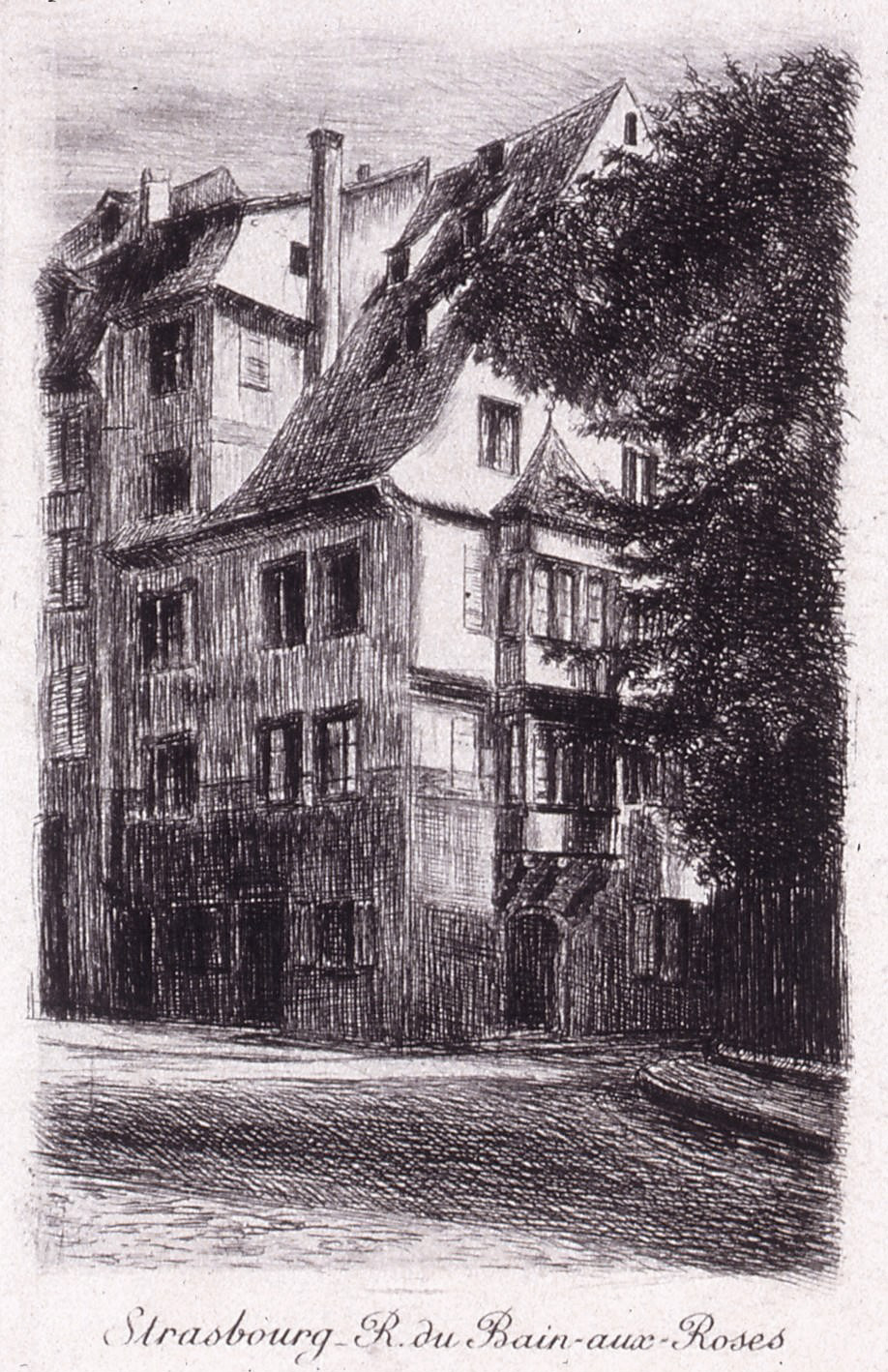
Rue du Bain-aux-Roses
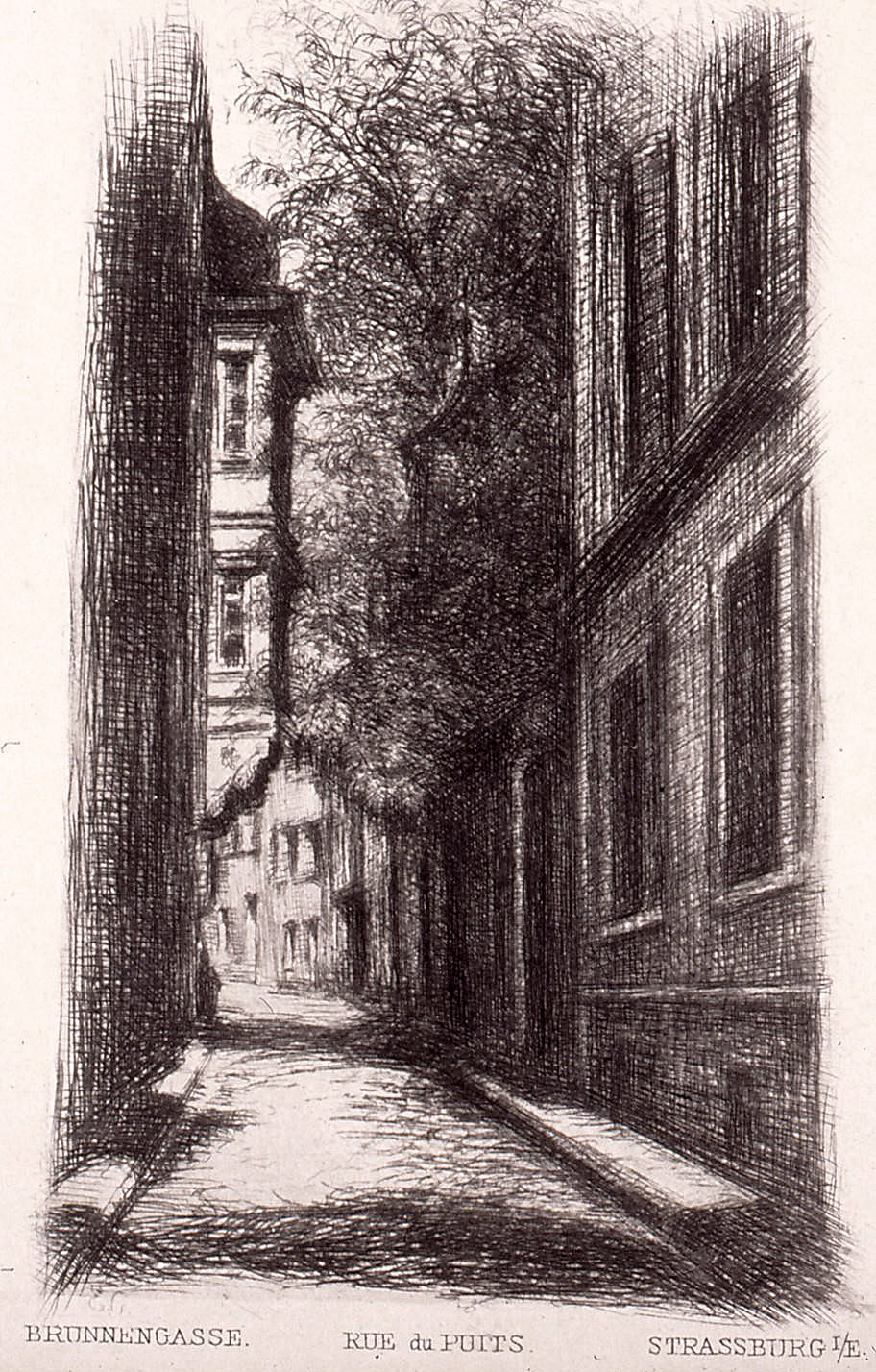
Rue du Puits.

Élise Gérold réalise également des portraits peints à l'huile sur toile. Deux d'entre eux, Portrait de femme (1895) et Portrait de jeune femme (1896), sont conservés au Musée d'Art moderne et contemporain de Strasbourg.